# Гирдыманчай
Гирдыманчай (азерб. Girdimançay) — река в Азербайджане. Левый приток Куры. Длина реки 88 км, площадь бассейна — 727 км², расход воды — 8,9 м³/с.
Берёт начало на южных склонах горы Бабадаг (3629,6 м) в Губинском районе, затем протекает по Исмаиллинскому, Ахсуйскому и Кюрдамирскому районам. На реке часто происходят сели и сильные паводки. В Ширванской степи воды реки используются для сельскохозяйственных нужд и водоснабжения города Кюрдамира и населённых пунктов вдоль её берегов.
На реке расположены населённые пункты Гяндов, Лагич, Аракит, Буровдал.